# Holloman AFB (Nuevo México)
Holloman AFB es un lugar designado por el censo ubicado en el condado de Otero en el estado estadounidense de Nuevo México. En el Censo de 2010 tenía una población de 3054 habitantes y una densidad poblacional de 93,4 personas por km².

## Geografía
Holloman AFB se encuentra ubicado en las coordenadas 32°51′2″N 106°5′31″O / 32.85056, -106.09194. Según la Oficina del Censo de los Estados Unidos, Holloman AFB tiene una superficie total de 32.7 km², de la cual 32.28 km² corresponden a tierra firme y (1.27%) 0.41 km² es agua.

## Demografía
Según el censo de 2010, había 3054 personas residiendo en Holloman AFB. La densidad de población era de 93,4 hab./km². De los 3054 habitantes, Holloman AFB estaba compuesto por el 73.64% blancos, el 11.53% eran afroamericanos, el 1.11% eran amerindios, el 2.39% eran asiáticos, el 1.28% eran isleños del Pacífico, el 3.6% eran de otras razas y el 6.45% pertenecían a dos o más razas. Del total de la población el 15.32% eran hispanos o latinos de cualquier raza.

## Educación
Las Escuelas Públicas de Alamogordo gestiona escuelas públicas.